# Santa Filomena (Bivona)
Santa Filomena è una località abitata di 178 abitanti di Bivona, comune italiano del libero consorzio comunale di Agrigento in Sicilia.

## Geografia fisica

### Territorio
Santa Filomena è posta a 449 m s.l.m., all'ingresso sud-occidentale di Bivona, lungo la Strada Statale 118 in direzione di Alessandria della Rocca. La località è di recente espansione e accanto a un'edilizia popolare in essa sono allocati alcuni servizi comunali (campo sportivo, scuole).

## Storia

### Età contemporanea
Santa Filomena si sviluppa come località abitata nel XX secolo costituendo una zona residenziale nella periferia di Bivona, posta ad ovest del centro: la denominazione deriva dal nome della contrada, in cui un tempo sorgeva la cappella di Santa Filomena. Il toponimo viene menzionato in un documento del 1871.

## Monumenti e luoghi d'interesse

### Architetture religiose
Il nome della località abitata Santa Filomena deriva da quello dell'omonima contrada (il cui toponimo, come detto, viene menzionato per la prima volta in un documento del giugno 1871), in cui era situata una cappella rurale.
Il piccolo edificio religioso era sito sulla destra dell'attuale strada nazionale (la strada statale 118 Corleonese Agrigentina), nel tratto che da Bivona conduce al comune limitrofo di Alessandria della Rocca. La cappella si trovava a poche decine di metri prima di arrivare nella zona attualmente occupata dalle case popolari, costruiti nella seconda metà del Novecento nella parte sud-occidentale di Bivona: al nuovo quartiere, pertanto, venne dato il nome di Santa Filomena.
Fino ai primi decenni del XX secolo sull'altare della cappella c'era un piccolo quadro della santa titolare, santa Filomena; talvolta vi si celebrava la messa.

## Infrastrutture e trasporti

### Ferrovie
Nella località di Santa Filomena si trova la stazione ferroviaria dismessa di Bivona, sulla linea soppressa a scartamento ridotto Lercara-Filaga-Magazzolo. L'edificio della stazione ferroviaria è in fase di recupero.

## Galleria d'immagini

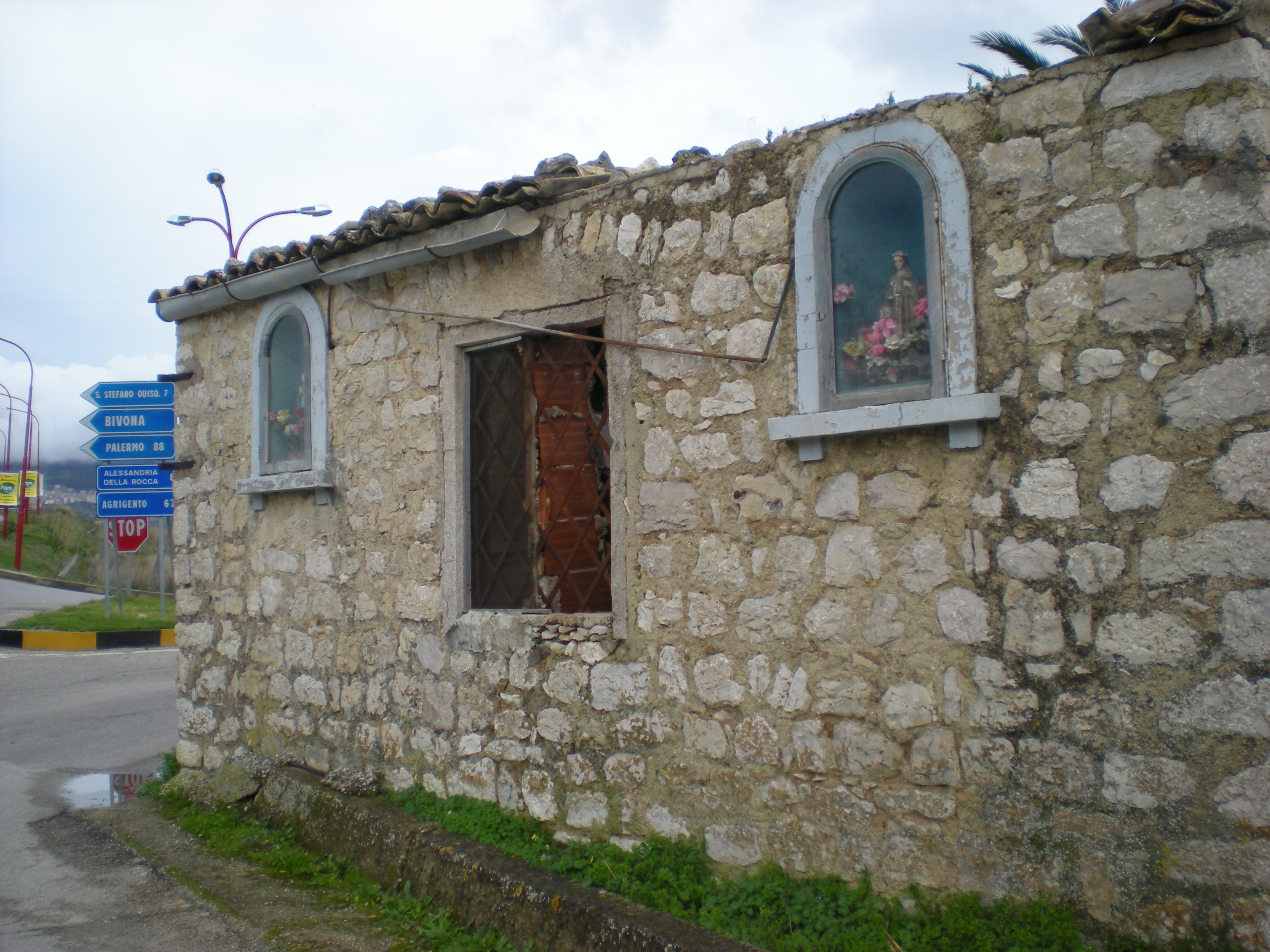
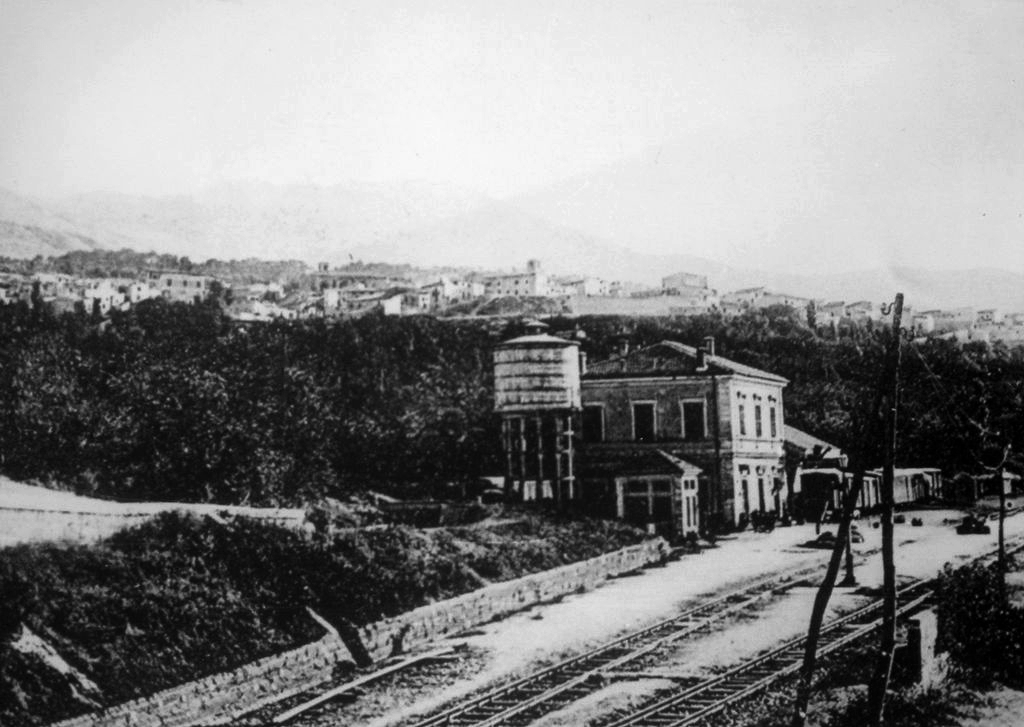

## Sport

### Impianti sportivi
- Stadio comunale di Bivona
- Piscina comunale